# Ángel Vallejo
Ángel Vallejo Domínguez (nascido em 1 de abril de 1981 em Mijares) é um ciclista espanhol. Profissional entre 2005 e 2009, foi o vencedor uma etapa da Tour de Langkawi.

## Palmarés
- 2004
  -     - 2.ºa etapa da Volta a Extremadura (contrarrelógio)

  - Volta a Salamanca :
    - Classificação geral
      - 5. ª etapa

  - 2.º da Volta a Leão
- 2006
  - 10. ª etapa da Tour de Langkawi
- 2008
  - Classificação geral da Volta às Comarcas de Lugo
  - 3. ª etapa da Volta a Galiza
  - Classificação geral da Volta a Ávila
- 2009
  - 3.º da Volta aos Piréneus
- 2010
  - Clássica de Pascua
  - Classificação geral da Volta a Ávila
  - Classificação geral da Volta a Leão
  - Volta a Zamora :
    - Classificação geral

  - 3. ª etapa
- 2011
  - 4. ª etapa da Volta a Zamora
  - Grande Prêmio da Cidade de Vigo
  - 3.º da Volta a Ávila
- 2012
  - Troféu da Ascensão
  - Volta à Corunha :
    - Classificação geral

  - 1.ª etapa
  - 2. ª etapa da Volta a Segóvia
  - 1.ª etapa da Volta a Ávila
  - 2.º do Memorial Manual Sanroma
  - 2.º da Volta a Leão
  - 3.º do campeonato da Espanha em estrada elites"
- 2013
  - Volta a Zamora :
    - Classificação geral

  - 3. ª etapa
  - Grande Prêmio da Cidade de Vigo II

## Resultados nas grandes voltas

### Volta a Espanha
2 participações
- 2006 : 58.º
- 2007 : 47.º

## Classificações mundiais
}
| Ano             | 2005   | 2006   | 2007 | 2008  | 2009  | 2010  | 2011  | 2012  | 2013  |
| UCI Asia Tour   |        | 195.º. |      |       |       |       |       |       |       |
| UCI Europe Tour | 1 057. | 791.º  |      | 1 217 | 371.º | 282.º | 593.º | 383.º | 772.º |